# دبين (مرجعيون)
دبين  هي إحدى القرى اللبنانية من قرى قضاء مرجعيون في محافظة النبطية.
هناك قرية أخرى تحمل اسم دبين تقع قرب جرش في الأردن